# Предсједник Републике Српске Крајине
Списак председника Републике Српске Крајине обухвата списак шефова држава Републике Српске Крајине у време њеног постојања, од 1991. до 1995. године.
| Број                   | Шеф државе   | Шеф државе                   | Животни век | Мандат            | Мандат            | Партија                    | Напомена |
| ---------------------- | ------------ | ---------------------------- | ----------- | ----------------- | ----------------- | -------------------------- | -------- |
| Председници 1991–1995. |              |                              |             |                   |                   |                            |          |
| 1                      | Милан Бабић  | Милан Бабић                  | 1956–2006   | 16. фебруар 1991. | 16. фебруар 1992. | Српска демократска странка |          |
| –                      | Миле Паспаљ  | Миле Паспаљ вршилац дужности | 1953–       | 16. фебруар 1992. | 26. фебруар 1992. | Српска демократска странка |          |
| 2                      | Горан Хаџић  | Горан Хаџић                  | 1958–2016   | 26. фебруар 1992. | 26. јануар 1994.  | Српска демократска странка |          |
| 3                      | Милан Мартић | Милан Мартић                 | 1954–       | 26. јануар 1994.  | 7. август 1995.   | Српска партија социјалиста |          |
| 3                      | Милан Мартић | Милан Мартић                 | 1954–       | 1993/94.          |                   | Српска партија социјалиста |          |